# Glace (miroiterie)
Pour les articles homonymes, voir Glace (homonymie).

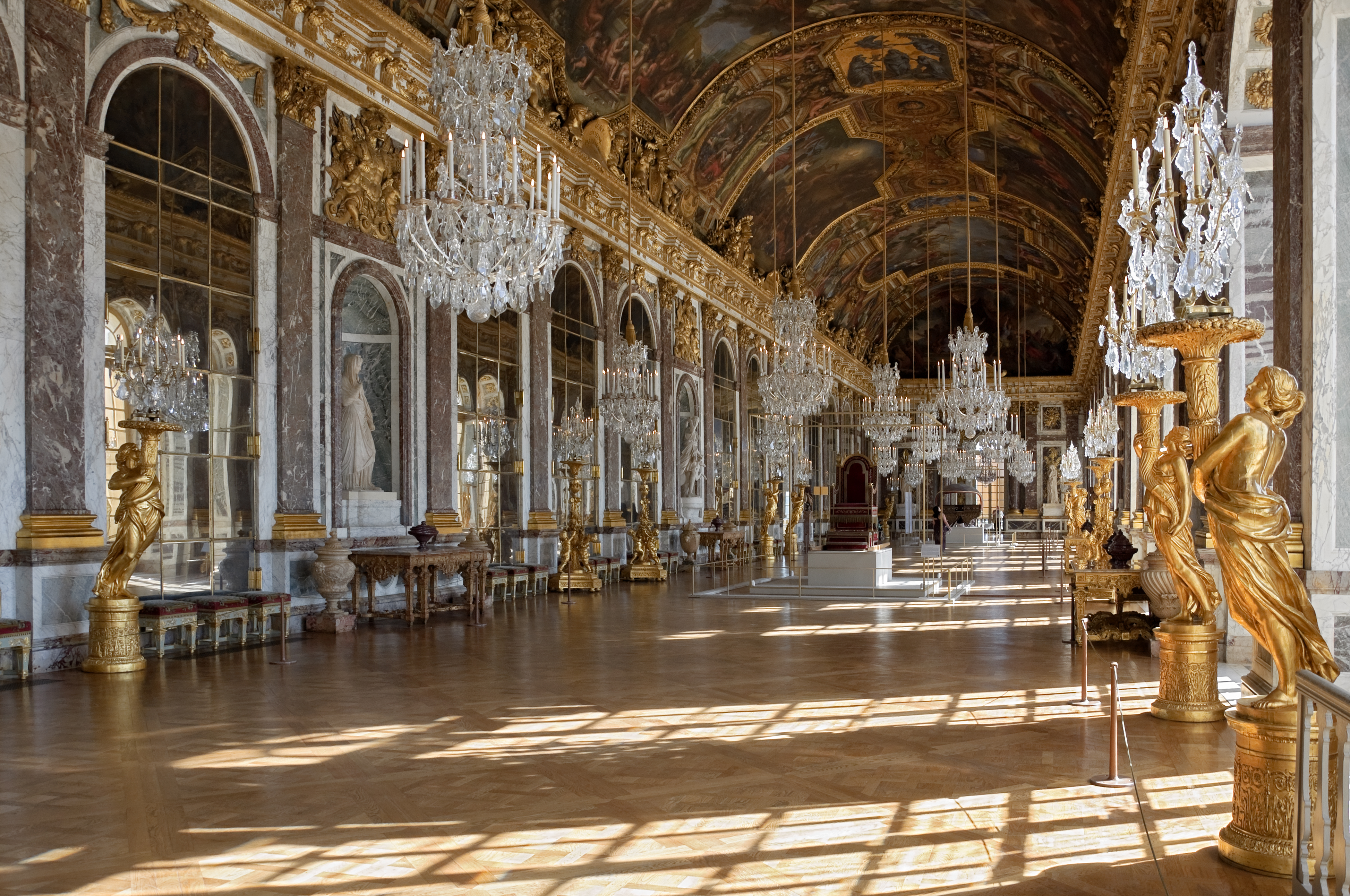
la Galerie des Glaces de Versailles. La surface encore limitée des miroirs, réunis par des parcloses, témoigne de la technique de fabrication de la Manufacture royale de glaces de miroirs qui utilise dans la glacerie de Tourlaville le procédé du verre soufflé, excluant les pièces de grandes dimensions.

Une glace est une feuille de verre étamée pour la rendre réfléchissante.
En termes de miroiterie, le miroir est une glace de petit volume.

## Histoires

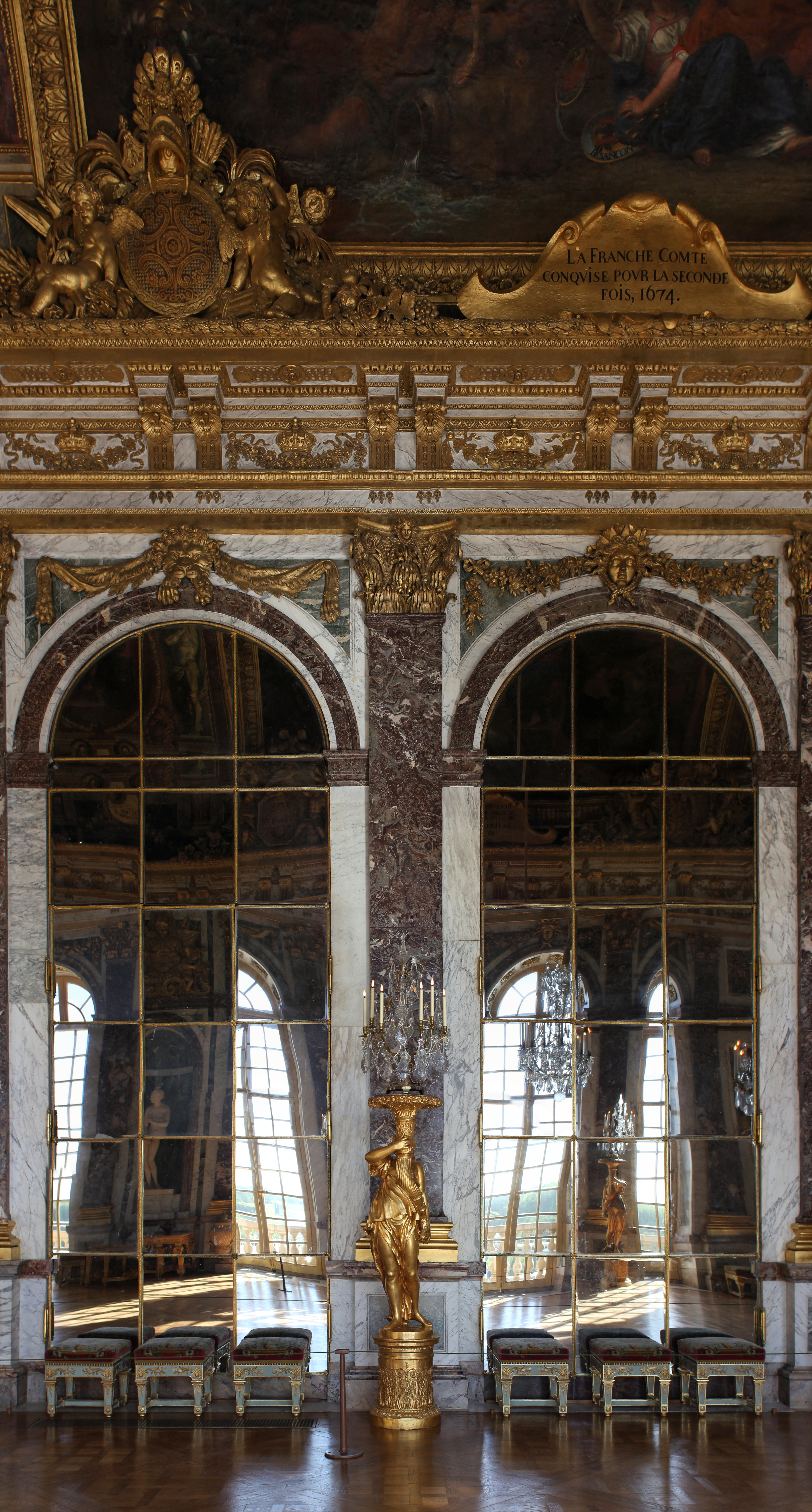
Glaces de la galerie des Glaces.

Les Glaces, d'abord fabriquées à Venise sont ensuite produites en France à la manufacture des Glaces créée par Colbert en 1665.

### Typologie
Fin XVIIIe siècle, en termes de miroiterie, une glace désigne une table de verre blanc de dimension quelconque et d'une égale épaisseur, dont les deux faces sont polies, et qui, au moyen de l'étain préparé appliqué sur une des faces, représente fidèlement l'image des objets. On distingue:
- Glace coulée - Glace dont la matière a été versée sur une table de cuivre, étendue et aplatie par un cylindre de fonte[R 1].
- Glace soufflée - Glace qui a été formée d'une masse vitreuse ou bosse enlevée et parée au bout d'une canne creuse ou fêle, en soufflant dans cette canne pour étendre le verre et lui donner d'abord la forme d'un manchon et ensuite celle d'une glace en le déroulant[R 1].
- Glace brute - Glace qui est restée dans l'état où elle a été coulée ou soufflée - Ses faces, dans cet état, sont ondulées; elle n'a que peu de transparence, et son épaisseur alors est de cinq à sept lignes pour celles coulées, et de trois lignes pour les glaces soufflées[R 1].
- Glace acheminée - Glace qui n'est encore que dégrossie par l'égrisage au moyen du gros grès seulement[R 1] (Égriser - Frotter le bord d'une glace sur une planche avec du grès fin et sec, ou deux glaces l'une sur l'autre pour en dresser l'épaisseur[R 2]).
- Glace blanche - Glace qui est polie et prête à être mise au tain: une glace coulée dans cet état porte environ quatre lignes, et une glace soufflée deux lignes au plus d'épaisseur[R 1].
- Glace au tain - Glace qu'on a couvert sur une de ses faces d'une feuille d'étain[R 1].
- Glace verte ou bleue - Glace qui, étant mise au tain, réfléchit les objets bleus ou verts ou roux, défaut dans la matière qui provient de ce qu'on a mis trop ou pas assez de manganèse ou de safre[R 1].
- Glace sablée - Glace dont la matière semble être imprégnée d'une légère couche de grains de poussière, qui sont autant de petits bouillons - Couleur de ces glaces est ordinairement d'un blanc roux[R 1].

### Fabrication

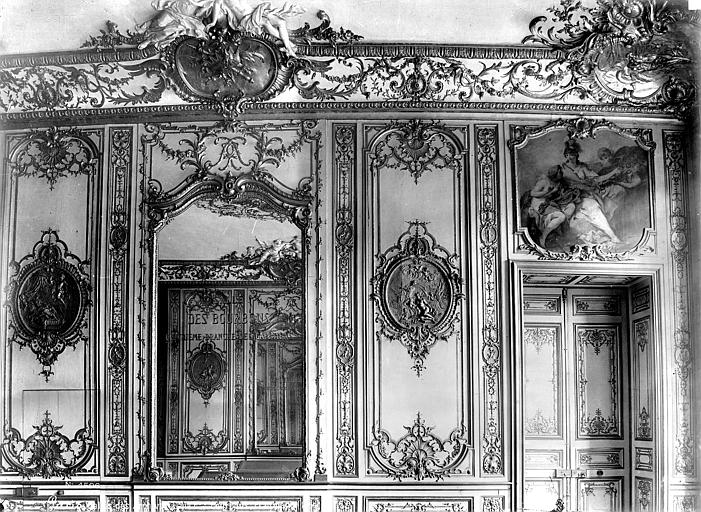
Hôtel de Soubise. Salle des Bourbons, Lambris et glaces

La masse de verre en fusion, déposée sur une table de cuivre, est aplatie au moyen d'un cylindre en fonte pour lui donner sa forme. Après que la glace a été recuite, c'est-à-dire placée dans un four chauffé à un degré modéré, et laissée s'y refroidir lentement, elle est équarrie - on coupe la tête et les bavures plus épaisses que le reste afin de la mettre d'équerre. Les surfaces de la glace brute sont débruties ou dégrossies, c'est-à-dire dressées en diminuant son épaisseur, avec une autre glace, en introduisant entre elles du grès et de l'eau.
La feuille de verre subit alors différentes opérations de polissage et d'étamage, ce que l'on nomme apprêt.
La feuille de verre peut-être aussi soufflée au moyen d'une canne de verrier (ou fêle), espèce de sarbacane ou tuyau creux en fer, au moyen duquel on enlève une portion de la matière vitrifiée du creuset, et avec lequel on étend la matière en soufflant pour en faire une glace.
Le piqué est la seconde opération qui conduit au poli d'une glace. Elle consiste à frotter (piquer) la surface d'une glace avec une autre glace - après avoir été l'une et l'autre doucies, et en introduisant entre elles de l'émeri humecté d'eau, et dont la finesse doit être en raison de l'avancement du travail.
Le poli est la troisième et dernière opération que l'on fait sur une glace pour la mettre en état d'être étamée ; elle consiste à frotter (polir) la surface d'une glace doucie pour la rendre lisse et luisante ; cette opération se fait avec un instrument en bois monté de deux poignées, garni dessous de lisières ou autres morceaux de laine que l'on humecte d'eau et que l'on graisse avec de la potée, pâte composée d'acide sulfurique (acide vitriolique), de sulfate ferreux (couperose verte) et de sel marin, avec laquelle on graisse l'instrument servant à polir ou à lustrer la glace.
Après que la glace a été polie, elle est lustrée ou molettée, opération destinée à corriger les fautes du poli, avec le lustroir, une petite règle en bois, doublée d'un morceau de chapeau, servant à enlever les taches d'une glace qui ont échappé au polissoir et avec le moletore, morceau de verre que l'on scelle sous une pierre et que l'on frotte de potée
Les feuilles d'étain ou tain sont préparées par le batteur. Le tain est un amalgame de plomb, d’étain et de bismuth réduit en feuilles.
Après qu'elles ont été tendues sur la table, et avant de la couvrir entièrement de mercure (le vif argent), les feuilles de verres sont avivées, c'est-à-dire frottées avec le mercure et une pelote de serge, pour les rendre brillantes.
La feuille de verre est alors étamée (ou mise au tain) sur son dessous (ou derrière), c'est-à-dire couverte d'une feuille d'étain préparée et dissoute en partie par le mercure (Celui-ci sert à dissoudre en partie la feuille d'étain, et l'aide au parfait contact avec le poli de la glace)
On connaît plusieurs défauts dans les glaces, soit dans la matière, soit dans le poli, soit dans le tain ; ces défauts sont : une couleur jaune ou d'un blanc trop azuré que l'on remarque dans la glace après qu'elle a été mise au tain, et qui provient d'une trop petite ou d'une trop forte dose de cobalt ou de manganèse ajoutée aux matières vitrifiables pour faire disparaître leur partie colorante ; les bouillons, qui sont de petits points plus lumineux que le reste de la matière, et qui se forment lors du coulage de la glace ; les fils, qui sont des lignes très-déliées soit dans la matière, soit dans le poli ; les accrocs que l'on remarque sur le poli, et qui proviennent d'un frottement violent par quelque chose de rude, dont l'effet est de détruire en partie la transparence de la matière ; enfin, les rosettes et les crachats, qui sont semblables à des fils tortillés .